# رامون أريلانو فيليكس
رامون أريلانو فيليكس (بالإسبانية: Ramón Arellano Félix)‏ هو بارون مخدرات مكسيكي، ولد في 31 أغسطس 1964 في كولياكان في المكسيك، وتوفي في 10 فبراير 2002 في مازاتلان في المكسيك بسبب إصابة بعيار ناري.